# Marshall Brickman
Marshall Brickman (Río de Janeiro, 25 de agosto de 1939-Manhattan, Nueva York, 29 de noviembre de 2024) fue un guionista y director de cine estadounidense, conocido por su colaboración con Woody Allen. Fue el coganador del Óscar al mejor guion original de 1977 por Annie Hall. También es conocido por tocar el banjo con Eric Weissberg en la década de los 60 y por sus tiras cómicas en The New Yorker.

## Biografía
Brickman nació en Brasil, hijo de padres judíos estadounidensesː Pauline (nombre de soltera Wolin) y Abram Brickman. Después de ir a la Universidad de Wisconsin-Madison, se unió al grupo musical de Folk The Tarriers en 1962, reclutado por su compañero de clase Eric Weissberg. Después de la disolución de The Tarriers en 1965, Brickman se unió a The New Journeymen con John Phillips y Michelle Phillips, que posteriormente tuvieron gran éxito con The Mamas & the Papas. Dejó su carrera como músico para perseguir su sueño como escritor, primero haciendo guiones para programas de televisión como Candid Camera, The Tonight Show y The Dick Cavett Show. Fue por aquel entonces cuando conoció a Allen, con el que trabajó en seis guiones durante la década de los 70: El dormilón (Sleeper) (1973), Annie Hall (1977, con el que ganó el  Óscar al mejor guion original) y Manhattan (1979).
Brickman dirigió algunos de sus propios guiones en la década de los 80, como Simon, Loco de amor (Lovesick) y Juguete mortal (The Manhattan Project), así como Sister Mary Explains It All, una adaptación para la televisión de la obra de Christopher Durang. Su guion con Allen Misterioso asesinato en Manhattan (Manhattan Murder Mystery) (1993) había sido dejado de lado algunos años antes cuando el proyecto fuera retomado.
Con su socio Rick Elice, escribió el libreto para el musical de Broadway Jersey Boys, sobre el grupo de rock 'n' roll de los 60 The Four Seasons. Volvieron a colaborar en 2009 para escribir el libreto del musical La familia Addams.

## Filmografía
| Año  | Título en español                 | Título original                   | Rol       | Director       |
| ---- | --------------------------------- | --------------------------------- | --------- | -------------- |
| 1973 | El dormilón                       | Sleeper                           | Guionista | Woody Allen    |
| 1974 | Ann in Blue                       | Ann in Blue                       | creador   |                |
| 1975 | The Muppet Show: Sex and Violence | The Muppet Show: Sex and Violence | Guionista | Dave Wilson    |
| 1977 | Annie Hall                        | Annie Hall                        | Guionista | Woody Allen    |
| 1979 | Manhattan                         | Manhattan                         | Guionista | Woody Allen    |
| 1980 | Simon                             | Simon                             | director  | director       |
| 1983 | Loco de amor                      | Lovesick                          | director  | director       |
| 1986 | Juguete mortal                    | The Manhattan Project             | director  | director       |
| 1991 | Ayer, hoy y siempre               | For the Boys                      | Guionista | Mark Rydell    |
| 1993 | Misterioso asesinato en Manhattan | Manhattan Murder Mystery          | Guionista | Woody Allen    |
| 1994 | Entre dos mujeres                 | Intersection                      | Guionista | Mark Rydell    |
| 2014 | Jersey Boys                       | Jersey Boys                       | Guionista | Clint Eastwood |

## Premios y distinciones
Premios Óscar
| Año  | Categoría            | Película   | Resultado |
| ---- | -------------------- | ---------- | --------- |
| 1978 | Mejor guion original | Annie Hall | Ganador   |
| 1980 | Mejor guion original | Manhattan  | Nominado  |